# Madame Alfred de Rougemont
'Madame Alfred de Rougement' est un cultivar de rosier obtenu par le rosiériste lyonnais François Lacharme (1817-1887) en 1862.

## Description
Ce rosier se présente sous la forme d'un petit buisson compact atteignant 80 cm en moyenne. Ses boutons sont rose pâle et donnent naissance à des fleurs en coupe très doubles, d'une belle couleur blanche, souvent ombrées de rose, et discrètement parfumées ; elles sont fort élégantes et mesurent de 4 cm à 8 cm de diamètre. Elles fleurissent en mai-juin, puis en automne. Cette remontée automnale est abondante. Leur coupe est formée de plus de 41 pétales.
Ce rosier très rustique est aussi particulièrement adapté pour les climats chauds. Il nécessite d'avoir le point de greffe protégé en hiver, même s'il supporte les hivers à -15°/-20°, et il a besoin d'être taillé avant le printemps. Ses roses fanées doivent être éliminées au fur et à mesure pour ne pas favoriser la formation de fruits qui épuiseraient la plante. Il existe une variété en grimpant.
Il est issu de 'Mademoiselle Blanche Lafitte' (Pradel 1851) x 'Sapho' (Vibert 1842). Certains considèrent donc qu'il s'agit d'un hybride remontant, alors qu'il avait longtemps été classé comme rosier de Noisette.